# Valerij Abisalovič Gergiev
Valerij Abisalovič Gergiev (in russo Вале́рий Абиса́лович Ге́ргиев?, in osseto: Гергиты Абисалы фырт Валери, IPA: [vɐˈlʲerʲɪj ɐbʲɪˈsaləvʲɪdʑ ˈɡʲerɡʲɪjɪf]; Mosca, 2 maggio 1953) è un direttore d'orchestra russo con cittadinanza olandese, fino al 1991 sovietico.

## Biografia
Nato a Mosca, è cresciuto a Vladikavkaz, capitale della repubblica indipendente dell'Ossezia Settentrionale-Alania (Caucaso), terra d'origine della sua famiglia. Ha studiato prima a Vladikavkaz in una scuola musicale ora intitolata a suo nome e successivamente (dal 1972 al 1977) nel conservatorio di San Pietroburgo con Il'ja Musin.
Vincitore di concorsi internazionali di direzione d'orchestra, nel 1978 è diventato assistente di Jurij Temirkanov presso lo storico Teatro Mariinskij di Leningrado debuttando nello stesso anno in Guerra e pace di Prokof'ev. Dal 1981 al 1985 è stato direttore dell'Orchestra Nazionale dell'Armenia. Nel 1988 è stato nominato Direttore Artistico del Teatro Mariinskij e della collegata orchestra sinfonica. Nel 1996 il governo centrale gli ha conferito la carica di Direttore Artistico e Generale, ossia il completo controllo amministrativo e musicale del grande e prestigioso teatro d'opera. Nel 1995 è diventato direttore principale dell'Orchestra filarmonica di Rotterdam, dove rimarrà in carica sino al 2008.
Dirige nei più prestigiosi teatri d'opera, sale da concerto e festival del mondo e collabora con le maggiori orchestre, tra cui i Berliner Philharmoniker, i Wiener Philharmoniker, la Filarmonica della Scala, la London Symphony Orchestra. Vincitore di numerosissimi premi, decorato con le massime onorificenze artistiche della Russia, autore di una vasta discografia per la Philips Classics (ora Decca Music Group), si divide tra repertorio operistico e sinfonico, con una spiccata predilezione per gli autori del suo paese, tra cui Sergej Prokof'ev, Igor' Stravinskij, Michail Glinka, Pëtr Čajkovskij, Aleksandr Borodin, Nikolaj Rimskij-Korsakov, Dmitrij Šostakovič, Modest Musorgskij.
Il Teatro Mariinskij, sotto la sua guida, si è confermato uno dei sistemi teatrali più imponenti e importanti del mondo. Ha scoperto ed è stato il mentore del soprano Anna Netrebko, che lavorava al Teatro Mariinskij (allora Opera Kirov) di San Pietroburgo per pagarsi gli studi di canto. Nel 2006 vince l'Herbert von Karajan Music Prize del Festspielhaus Baden-Baden ed il Polar Music Prize.
Il 1° dicembre 2023 è stato nominato direttore generale del Teatro Bol'šoj per un periodo di cinque anni.

### Orientamento politico
Il 1º marzo 2022 è stato estromesso dall'incarico di direttore del Münchner Philharmoniker, che aveva assunto nel settembre 2015, per non aver preso posizione contro l'invasione russa dell'Ucraina del 2022. È considerato politicamente come un fedelissimo di Vladimir Putin. Ad ottobre viene escluso come membro della Accademia reale svedese di musica, data la sua riluttanza a prendere posizione contro l'invasione russa dell'Ucraina e il suo stretto rapporto ben documentato con il presidente Vladimir Putin. Sempre a causa del suo orientamento politico, il suo concerto previsto alla Reggia di Caserta per il 27 luglio 2025 è stato annullato. Questo concerto avrebbe sancito il suo ritorno in Italia dopo il concerto al Teatro alla Scala del 23 febbraio 2022.

## Direzioni
Nel 1990 dirige un concerto con Rostropovič al Teatro alla Scala di Milano trasmesso da Rete 4. Nel 1991 debutta negli Stati Uniti al San Francisco Opera. A Edimburgo nel 1991 dirige Boris Godunov, Chovanščina, La fiera di Soročincy e Salammbô. Nel 1993 dirige Evgenij Onegin con Nicolaj Ghiaurov al Royal Opera House di Londra. Nel 1994 debutta al Metropolitan Opera House di New York dirigendo Otello con Plácido Domingo e Carol Vaness. Ancora al Met nel 1995 dirige La dama di picche e Il pipistrello. Alla Scala dirige La leggenda dell'invisibile città di Kitež e della fanciulla Fevronija nel 1994.
A Edimburgo nel 1995 dirige Ruslan e Ljudmila, La leggenda dell'invisibile città di Kitež e della fanciulla Fevronija e Sadko. Nel 1996 dirige Il giocatore di Prokof'ev alla Scala. Al Covent Garden ha diretto nel 1997 Lohengrin, nel 1998 L'incantatrice, nel 2000 Semën Kotko di Prokof'ev, Sneguročka, Mazepa, Chovanščina e Guerra e pace  di Prokof'ev con Anna Netrebko, nel 2001 Un ballo in maschera, Macbeth, Aida, Otello, la Messa da requiem e Don Carlo di Verdi, nel 2002 La dama di picche con Plácido Domingo, nel 2005 Boris Godunov e Turandot e nel 2009 L'oro del Reno, La Valchiria, Sigfrido e Götterdämmerung.
Nel 1997 è stato nominato direttore ospite principale del Metropolitan Opera di New York ed ha diretto Boris Godunov con Samuel Ramey. Nello stesso anno è il primo direttore d'orchestra a incidere le due versioni lasciate dall'autore (1869 e 1872) dell'opera lirica di Modest Petrovič Musorgskij Boris Godunov. Sempre per il Met nel 1999 dirige Chovanščina di Musorgskij, nel 2000 Lady Macbeth del Distretto di Mcensk di Šostakovič, L'olandese volante ed un concerto nella Carnegie Hall, nel 2001 Il giocatore di Prokof'ev e Don Carlo, nel 2002 Guerra e pace di Prokof'ev con Anna Netrebko, nel 2003 Parsifal, La traviata con Renée Fleming e Ramón Vargas ed Oedipus Rex di Stravinskij, nel 2004 Salomè e La Valchiria, nel 2006 Mazepa, nel 2007 Evgenij Onegin, nel 2008 un concerto alla Carnegie Hall con musiche di Musorgskij, nel 2010 The Nose di Šostakovič.
Ancora per il Teatro alla Scala nel 1998 dirige Chovanščina e due concerti uno dei quali con Jurij Bašmet ed Anna Netrebko trasmesso da Rete 4 e nel 1999 dirige due concerti in uno dei quali con la Sinfonia n. 6 di Mahler sempre trasmesso da Rete 4, nel 2000 un concerto con Alexander Toradze e Guerra e pace di Prokof'ev, nel 2001 La forza del destino e la Sinfonia n. 2 di Mahler, nel 2002 al Teatro degli Arcimboldi Boris Godunov con Ferruccio Furlanetto ed un concerto, nel 2004 ancora un concerto agli Arcimboldi, uno nel 2005 alla Scala, nel 2007 un concerto trasmesso da Rai 3, uno nel 2008, uno nel 2009, un concerto con Leōnidas Kavakos nel 2010 e Turandot con Marija Hulehina e un concerto con Mario Brunello nel 2011.
Nel 2000 ha diretto la ripresa in concerto nella Felsenreitschule di Salisburgo di La leggenda dell'invisibile città di Kitež e della fanciulla Fevronija di Nikolaj Andreevič Rimskij-Korsakov. Nel 2001 dirige La forza del destino al Teatro alla Scala di Milano e per il centenario della morte di Verdi, alla presenza del presidente della Repubblica Carlo Azeglio Ciampi, inaugura il Verdi Festival con la Messa di requiem nel Duomo di Parma. All'Opéra national de Paris nel 2005 dirige Otello di Verdi con Riccardo Zanellato, Tristano e Isotta e Le Nez di Šostakovič e nel 2007 Lohengrin e Roméo et Juliette. Dal 2007 al 2015 è stato direttore principale della London Symphony Orchestra per poi diventare direttore principale della Münchner Philharmoniker fino al 2022. Nel 2008 diresse la prima rappresentazione televisiva dalla Staatsoper di Vienna di "Benvenuto Cellini" di Hector Berlioz. A Edimburgo nel 2008 dirige King Roger di Karol Szymanowski ed Aleko e nel 2011 La donna senz'ombra.
Al Grand Théâtre di Ginevra dirige un concerto con Olga Borodina nel 2011, Anna Karenina di Rodion Ščedrin ed un concerto con musiche di Igor Stravinski con Gérard Depardieu nel 2012. Nel 2011 ha diretto Les Troyens e Sadko a Rotterdam, Dead Souls di Rodion Ščedrin e La donna senz'ombra al Teatro Mariinskij, Roméo et Juliette al Palau de les Arts Reina Sofía ed al Teatro Real. Nella stagione 2011/2012 dirige I racconti di Hoffmann, Pelléas et Mélisande, Samson et Dalila, War and Peace di Prokof'ev ed un concerto di Anna Netrebko al Mariinskij. Nel 2012 dirige un concerto al Teatro Regio di Torino, Les noces, Oedipus Rex di Stravinskij al Théâtre des Champs-Élysées ed Attila nel Mikkeli Music Festival in Finlandia, Boris Godunov al Festspielhaus Baden-Baden, L'oro del Reno, La Valchiria, Sigfrido, Götterdämmerung ed il 12 ottobre Tosca al Mariinskij. Dal 2000 è regolarmente presente nei programmi dell'Accademia Nazionale di Santa Cecilia di Roma.

## CD parziale
- Berlioz: Symphonie Fantastique; Cléopâtre - Olga Borodina/Valery Gergiev/Wiener Philharmoniker, 2003 Decca
- Borodin, Prince Igor - Galina Gorchakova/Gegam Grigorian/Mikhail Kit/St. Petersburg Chorus of the Kirov Opera/St. Petersburg Orchestra of the Kirov Opera/Valery Gergiev, 1995 Philips
- Borodin, Symphonies Nos. 1 & 2 - Rotterdam Philharmonic Orchestra/Valery Gergiev, 1990 Philips
- Brahms & Korngold: Violin Concertos - Nikolaj Znaider/Wiener Philharmoniker/Valery Gergiev, 2007 SONY BMG/RCA
- Ciaikovsky, Schiaccianoci - Gergiev/Kirov Orch., Philips
- Ciaikovsky, Sinf. n. 6/Romeo e Giulietta - Gergiev/Kirov Orch., 1995/1997 Philips
- Ciaikovsky Myaskovsky, Conc. per vl. - Repin/Gergiev/Kirov, 2002 Philips
- Tchaikovsky, Swan Lake - Mariinsky Theatre Orchestra/Valery Gergiev, 2006 Decca
- Tchaikovsky, Symphony No. 4 - Valery Gergiev/Wiener Philharmoniker, 2004 Decca
- Tchaikovsky, Symphony No. 5 - Valery Gergiev/Wiener Philharmoniker, 1999 Philips
- Tchaikovsky, Symphony No. 6 - Valery Gergiev/Wiener Philharmoniker, 2005 Decca
- Tchaikovsky, 1812 Overture - Orchestra Of The Kirov Opera St. Petersburg/Valery Gergiev, 1993 Philips
- Tchaikovsky, The Sleeping Beauty - St. Petersburg Orchestra of the Kirov Opera/Valery Gergiev, 1993 Philips
- Tchaikovsky, Iolanta - Dmitri Hvorostovsky/Galina Gorchakova/Gegam Grigorian/St Petersburg Kirov Chorus/St. Petersburg Orchestra of the Kirov Opera/Valery Gergiev, 1996 Philips
- Tchaikovsky, Mazeppa - Larissa Diadkova/Nikolai Putilin/Sergei Aleksashkin/St. Petersburg Chorus of the Kirov Opera/St. Petersburg Orchestra of the Kirov Opera/Valery Gergiev, 1998 Philips
- Tchaikovsky, Pique Dame - Valery Gergiev, 1993 Philips
- Glinka, Ruslan e Ludmilla - Gergiev/Ognovenko/Netrebko/Kirov Orch., 1995 Decca
- Grieg: Piano Concerto & Chopin: Piano Concerto No. 2 - Jean-Yves Thibaudet/Rotterdam Philharmonic Orchestra/Valery Gergiev, 2000 Decca
- Kancheli: Styx; Gubaidulina: Viola Concerto - Mariinsky Theatre Orchestra/Valery Gergiev/Yuri Bashmet, 2002 Deutsche Grammophon
- Mussorgsky, Boris Godunov - Gergiev/Vaneev/Trifonova, 1997 Decca
- Mussorgsky, Khovanshchina - Bulat Minjelkiev/Vladimir Galusin/Nikolai Ohotnikov/Olga Borodina/Kirov Orchestra/Valery Gergiev, 1992 Decca
- Mussorgsky, Quadri/Notte/Kovanchina (prel) - Gergiev/WPO, 2000 Philips
- Prokofiev, 6 Opere - Gergiev/Kirov Orch., 1991/1999 Decca
- Prokofiev, Conc. per pf. n. 1-5 - Toradze/Gergiev/Kirov Orch., 1995/1997 Decca
- Prokofiev, Romeo & Juliet - Kirov Orchestra/Valery Gergiev, 1991 Philips
- Prokofiev: Alexander Nevsky; Scythian Suite - Olga Borodina/St Petersburg Kirov Orchestra/Valery Gergiev, 2003 Decca
- Prokofiev, The Complete Symphonies - London Symphony Orchestra/Valery Gergiev, 2006 Decca
- Prokofiev, Ivan the Terrible - Chor Of The Kirov Opera St. Petersburg/Ljubov Sokolova/Nikolai Putilin/Rotterdam Philharmonic Orchestra/Valery Borisov/Valery Gergiev, 1997 Philips
- Prokofiev, Love for Three Oranges - Alexander Morozov/Fyodor Kuznetsov/Konstantin Pluzhnikov/Larissa Shevchenko/Mikhail Kit/St. Petersburg Chorus of the Kirov Opera/St. Petersburg Orchestra of the Kirov Opera/Valery Gergiev/Vassily Gerello/Vladimir Vaneev, 2000 Philips
- Prokofiev, Semyon Kotko - Chorus of the Mariinsky Theatre/Valery Gergiev, 2000 Philips
- Prokofiev, The Fiery Angel - Galina Gorchakova/Sergei Leiferkus/St. Petersburg Chorus of the Kirov Opera/St. Petersburg Orchestra of the Kirov Opera/Valery Gergiev, 1995 Philips
- Prokofiev, War and Peace - St Petersburg Kirov Chorus/St Petersburg Kirov Orchestra/Valery Gergiev, 1992 Philips
- Rachmaninov, Conc. per pf. n. 2/Rapsodia op.43 - Lang/Gergiev/Mariinsky Orch., 2004 Deutsche Grammophon
- Rachmaninov: Piano Concerto No. 2, 6 Études-Tableaux - Evgeny Kissin/London Symphony Orchestra/Valery Gergiev, 1988 BMG/RCA
- Rachmaninov, Symphony No. 2 - Orchestra Of The Kirov Opera St. Petersburg/Valery Gergiev, 1994 Philips
- Rimsky-Korsakov Borodin Balaki, Shéhérazade/Steppe/Islamey - Gergiev/Kirov Orch., 2001 Philips
- Rimsky-Korsakov, The Legend of the Invisible City of Kitezh - Galina Gorchakova/Yuri Marusin/Vladimir Galusin/Nikolai Ohotnikov/Kirov Orchestra/Valery Gergiev, 1999 Decca
- Rimsky-Korsakov, The Tsar's Bride - Dmitri Hvorostovsky/Evgeny Akimov/Gennadi Bezzubenkov/Marina Shaguch/Olga Borodina/St. Petersburg Chorus of the Kirov Opera/St. Petersburg Orchestra of the Kirov Opera/Valery Gergiev, 1999 Philips
- Rimsky-Korsakov, Kashchey the Immortal - Konstantin Pluzhnikov/Larissa Diadkova/Marina Shaguch/St. Petersburg Chorus of the Kirov Opera/St. Petersburg Orchestra of the Kirov Opera/Valery Gergiev, 1999 Philips
- Rimsky-Korsakov, The Maid of Pskov (Ivan the Terrible) - Galina Gorchakova/St. Petersburg Chorus of the Kirov Opera/St. Petersburg Orchestra of the Kirov Opera/Valery Gergiev/Vladimir Galusin/Vladimir Ognovenko, 1997 Philips
- Shostakovich, Sinf. n. 7, 8 - Gergiev/Kirov Orch., 2002/2003 Decca
- Shostakovich: Symphony No. 4 in C Minor, Op. 43 - St Petersburg Kirov Orchestra/Valery Gergiev, 2003 Decca
- Shostakovich, Symphonies Nos. 5 & 9 - St Petersburg Kirov Orchestra/Valery Gergiev, 2004 Decca
- Stravinsky, The Rite of Spring - Orchestra Of The Kirov Opera St. Petersburg/Valery Gergiev, 2001 Philips
- Verdi, Forza del destino - Gergiev/Putilin/Grigorian, 1995 Decca
- Verdi, Requiem - Andrea Bocelli/Ildebrando d'Arcangelo/Kirov Opera Chorus/Olga Borodina/Renée Fleming/St. Petersburg Orchestra of the Kirov Opera/Valery Gergiev, 2001 Decca
- Fleming, "Homage" - The Age of the Diva - Mariinsky Theatre Orchestra/Renée Fleming/Valery Gergiev, 2006 Decca
- Gergiev, L'Arte di Valery Gergiev - Gergiev/Kirov Orch., 1993/2004 Decca
- Gergiev, I capolavori della musica russa - Valery Gergiev, 2013 Decca
- Gergiev, Le registrazioni di Vienna - Ciaikovsky/Berlioz/Mussorgsky, 1998/2004 Decca
- Hvorostovsky, Tchaikovsky & Verdi Arias - Dmitri Hvorostovsky/Rotterdam Philharmonic Orchestra/Valery Gergiev, 1990 Philips
- Netrebko, Anna Netrebko Live al Metropolitan - Summers/Gergiev/Cambreling, Deutsche Grammophon
- Netrebko, The Russian Album - Anna Netrebko/Mariinsky Theatre Orchestra/Valery Gergiev, 2006 Deutsche Grammophon - Sesta posizione in classifica in Austria e disco d'oro in Austria e Germania

## DVD & BLU-RAY parziale
- Borodin, Principe Igor - Gergiev/Kirov Orch., 1998 Philips
- Ciaikovsky, Dama di picche - Gergiev/Grigorian/Gulegina, 1992 Philips
- Ciaikovsky, Lago dei cigni - Gergiev/Kirov Orch./Lopatkina, 2006 Decca
- Ciaikovsky, Mazeppa - Gergiev/Kirov Orch., 1996 Philips
- Ciaikovsky, Schiaccianoci - Gergiev/Kirov Orch., regia Mikhail Chemiakin 2006 Decca anche in Blu-ray Disc in alta definizione, con audio stereo e Surround 5.1.
- Glinka, Ruslan e Ludmilla - Gergiev/Kirov Orch., 1995 Philips
- Mussorgsky, Boris Godunov - Gergiev/Lloyd/Borodina, regia Andrei Tarkovsky 1990 Philips
- Prokofiev, Matrimonio al convento - Gergiev/Diadkova/Gassiev, 1998 Philips
- Rimsky-Korsakov, Sadko - Gergiev/Galusin/Tsidipova, 1993 Philips
- Shostakovich, Shostakovich against Stalin - Documentario + War Symphonies, 1994/2003 Philips
- Russian ballet, The magic of Russian ballet - Gergiev/Fedotov/Sotnikov, 1992/1994 Philips
- Ciaikovsky, Eugene Onegin - Gergiev/Fleming/Hvorostovsky, regia Robert Carsen 2007 Decca